# Малицький Остап Юрійович
Оста́п Ю́рійович Ма́лицький — солдат Збройних сил України, учасник російсько-української війни.
Зазнав поранення в бою.
В жовтні 2017 року перебував на ротації в Міжнародному центрі миротворчості та безпеки (Яворівський район).

## Нагороди
За особисту мужність, сумлінне та бездоганне служіння Українському народові, зразкове виконання військового обов'язку відзначений — нагороджений
- 10 жовтня 2015 року — орденом «За мужність» III ступеня.
- недержавною відзнакою Хрестом «За поранення в бою» — 23 серпня 2016